# Kathleen Miller
Pour les articles homonymes, voir Miller.
Kathleen A. Miller, née en 1952, est une économiste américaine qui mène des recherches sur l'économie du changement climatique et sur ses effets sur les institutions, sur la gestion des risques et sur les investissements.
Ses travaux portent notamment sur la gestion des ressources naturelles et la planification de l'adaptation et sur la modélisation des interactions entre le comportement stratégique humain et les systèmes naturels dynamiques.

## Biographie
Kathleen Miller obtient un doctorat en économie à l'université de Washington en 1985. Sa thèse s'intitule « The Right to Use vs. the Right to Sell: Water Rights in the Western United States », et étudie l'évolution des institutions qui contrôlent la gestion de l'eau dans les états arides de l'ouest des États-Unis et modélise les opérations et les effets de ces institutions dans les cas de rareté et de variété temporelle des réserves d'eau.
Elle travaille au National Center for Atmospheric Research, dans le Colorado, dans le programme Climate Science and Applications. Elle y est associée de recherche principale au programme d'applications hydrométéorologiques et mène des recherches sur les impacts climatiques, la vulnérabilité et l'adaptation. Ses travaux portent notamment sur la gestion des ressources naturelles et la planification de l'adaptation en situation d'incertitude et sur la modélisation des interactions entre le comportement stratégique humain et les systèmes naturels dynamiques,. 
Elle s'intéresse particulièrement aux questions liées à l'eau, aux impacts du changement climatique sur la disponibilité et l'utilisation de l'eau et aux impacts sur le lien eau-énergie
Elle mène également des recherches sur la pêche internationale et la conservation des migrations animales.
Elle collabore avec des scientifiques d'autres disciplines pour comprendre comment les systèmes de ressources naturelles réagiront aux impacts combinés des processus naturels liés au climat, de l'exploitation humaine directe, d'autres facteurs de stress anthropiques et des actions de gestion. 
Elle est l'autrice de nombreux articles sur la gestion de l'eau, des pêches et d'autres ressources naturelles dans le contexte de la variabilité climatique et du changement climatique potentiel.
Elle participe comme autrice principale à plusieurs rapports du Groupe d'experts intergovernemental sur l'évolution du climat (GIEC) :  Bilan 2001 des changements climatiques : Conséquences, adaptation et vulnérabilité , 2007, chapitre Amérique du Nord,  Climate Change 2007 - Impacts, Adaptation and vulnerability, 2008, Climate change 2021, the physical science basis, Le changement climatique et l’eau, 2008, 2012, 2018. À ce titre, elle collabore avec les autres membres de l'équipe du chapitre pour décrire la compréhension actuelle des vulnérabilités, des impacts et des options d'adaptation au changement climatique, en particulier en ce qui concerne les ressources en eau.
Kathleen Miller est pensionnée peu avant 2018  mais continue à mener des recherches sur les impacts climatiques, la vulnérabilité et l'adaptation, et est une des autrices principales du sixième rapport d'évaluation du GIEC en 2021.

## Publications
- (en) Alan F. Hamlet, Douglas S. Kenney, CRP Press, 2016, , Water Policy and Planning in a Variable and Changing Climate,  CRP Press, 2016, 452 p. Résumé en ligne
- (en) Kathleen Miller, David Yates, Climate Change and Water Resources: A Primer for Municipal Water Providers ,Water Resaerch Foundation Reports Series, 2007 Lire en ligne
- (en) Kevin E. Trenberth, Kathleen Miller, Linda Mearns and Steven Rhodes, Effects of changing climate on weather and human activities, Sausalito, University of Science Books, 2000 Lire en ligne
- (en) Lisa Dilling, Meaghan E. Daly, Douglas A. Kenney, Roberta Klein, Kathleen Miller, Andrea J. Ray, William R. Travis, Olga Wilhelmi, Drought in urban water systems: Learning lessons for climate adaptive capacity, Lire en ligne